# Pio Fioroni
Pio Fioroni (* 18. Mai 1933 in Basel; † 5. Oktober 2003 in Muralto) war ein Schweizer Zoologe. Er wirkte von 1971 bis 1998 als Professor und Direktor des Instituts für Spezielle Zoologie und Vergleichende Embryologie an der Westfälischen Wilhelms-Universität in Münster.

## Leben
Pio Fioroni wuchs in Basel auf. Er interessierte sich schon als Schüler für Reptilien und half im Zoo Basel aus. Nach seinem Biologiestudium wurde er 1961 an der Universität Basel über „Pigment und Musterentwicklung in der Haut von squamaten Reptilien“ bei Adolf Portmann promoviert, dem Direktor der Zoologischen Anstalt der Universität Basel, dessen Forschungsassistent Fioroni später war. Gemeinsam forschten sie über Entwicklung und Fortpflanzung von wirbellosen Meerestieren (Mollusken) insbesondere in den französischen Meereslaboratorien von Roscoff (Station biologique de Roscoff), Banyuls-sur-mer (Laboratoire de biologie marine de Banyuls-sur-Mer ) und Villefranche (Mittelmeer). Zusammen mit Esther Sandmeier, der wissenschaftlichen Zeichnerin von Adolf Portmann und seiner späteren Frau, veröffentlichte Fioroni 1964 seine Forschungsergebnisse über die Ernährung von Larven der Vorderkiemerschnecken (Gastropoda) und habilitierte sich 1966 mit der Monographie „Zur Embryogenese des Verdauungstraktes und der transitorischen Organe der Prosobranchia“, die er während seiner Aufenthalte am Laboratoire Arago in Banyuls verfasste. 1968 wurde er Assistenz-Professor an der Zoologischen Anstalt Basel und nach Forschungsaufenthalten an der Universität Utrecht, Niederlande, und der Universität zu Köln 1971 als ordentlicher Professor und Direktor des Instituts für Spezielle Zoologie an die Westf. Wilhelms-Universität Münster berufen.

## Forschung
Fioroni forschte über die embryonale Entwicklung und Morphologie von marinen Weichtieren (Mollusken), insbesondere der Vorderkiemerschnecken und Kopffüsser (Cephalopoda). Er entdeckte mit seinen histologischen und ultrastrukturellen Untersuchungen neue Aspekte in der Entwicklung von Krebsen (Crustacea) und Hohltieren (Coelenterata). Sein besonderes Forschungsinteresse galt der Entwicklung der Kopffüsser und ihrer aussergewöhnliche Stellung unter den Weichtieren.
Im Laufe seiner wissenschaftlichen Laufbahn veröffentlichte Pio Fioroni fast 150 Artikel und Bücher. Die Vielfalt der von ihm untersuchten Tierarten wie die Breite seiner Veröffentlichungen verdeutlichten sein grosses zoologisches Fachwissen und Interesse. Im letzten Jahrzehnt seiner meeresbiologischen Forschungen beschäftigte er sich mit der Meeresökotoxikologie. Zu diesem Forschungsgebiet veröffentlichte er zusammen mit Jörg Oehlmann u. a. wichtige Untersuchungen zu Tributylzinn-induziertem Imposex und Intersex in Prosobranchia und veranstaltete im September 1991 zusammen mit David Reid unter der Schirmherrschaft der Malakologischen Gesellschaft von London das 4. Internationale Symposium über die Biologie der Littorinidae (Strandschnecken) in der Station biologique de Roscoff.

## Schriften (Auswahl)
- Zur Pigment und Musterentwicklung bei squamaten Reptilien, 1961
- Der Eizahn und die Eischwiele der Reptilien: eine zusammenfassende Darstellung, 1962
- Zur Morphologie der Verdauungsorgane und der Larvalorgane von Fusus (Gastropoda, Prosobranchia), 1968
- Die Entwicklungstypen der Mollusken: eine vergleichende-embryologische Studie, 1971
- Großes zoologisches Praktikum – Band 16, Teil 13, 1974 (Pio Fioroni und Gudrun Meister)
- Embryologie von Loligo vulgaris Lam: gemeiner Kalmar, 1974 (Pio Fioroni und Gudrun Meister)
- Allgemeine und vergleichende Embryologie der Tiere: ein Lehrbuch, 1987, 1992, 2013
- Adolf Portmanns frühe Studien mariner Lebewesen (Adolf Portmann; Anita Brinkmann-Voss, Pio Fioroni, Sigurd von Boletzky), 1997
- Evertebratenlarven des marinen Planktons, 1998